# شهلاء (اسم)
شهلاء اسم علم مؤنث عربي: أصله أَشْهَلُ.
وتكون صيغة الجمع: شُهْل، أما المؤنث: شَهْلاءُ، والجمع للمؤنث: شَهْلاوات وشُهْل.
ومعنى شهلاء: مختلطة أو عَيْنٌ شَهْلاَءُ: اِمْتِزَاجُ سَوَادِهَا بِزُرْقَةٍ.
وهي صفة مشبَّهة تدلّ على الثبوت من شهِلَ.
اما الفعل شَهِلَ: شهِلَ يَشهَل، شَهَلاً وشُهْلةً، فهو أشْهَلُ، وهي شَهْلاءُ، والجمع شُهْل.
وشَهِلَ الوَلَدُ: كَانَتْ فِي عَيْنِهِ شُهْلَةٌ.
وشَهِلَ اللَّوْنَانِ: اِخْتَلَطَا.

والاسم شهلاء له انتشار واستخدام في العالم العربي.

## الشخصيات
- شهلاء جاهد، امرأة إيرانية حكم عليها بالإعدام ناضلت جمعيات حقوق الإنسان الدولية من أجل إطلاق سراحها طيلة ثماني سنوات حتى تم تنفيذ الحكم في يوم 1 كانون الأول من عام 2010م.